# Alex Cross
Alex Cross is een Amerikaanse thriller uit 2012 onder regie van Rob Cohen. Het verhaal is gebaseerd op dat uit een gelijknamig boek uit 2006 van James Patterson. Alex Cross is de derde verfilming van een van diens boeken waarin het gelijknamige titelpersonage het hoofdpersonage is, na Along Came a Spider en Kiss the Girls. Cross werd in Alex Cross voor het eerst gespeeld door Tyler Perry, waar Morgan Freeman dit in de twee eerdere films deed.

## Verhaal

### Proloog
Psycholoog en rechercheur Alex Cross lost met zijn teamleden Thomas Kane en Monica Ashe zaken op voor de politie in Detroit. Wanneer zijn vrouw Maria hem vertelt dat ze in verwachting is van hun derde kind, denkt hij serieus na over het accepteren van een beter betalende baan achter een bureau bij de FBI, in Washington. Behalve zijn functie laat hij dan echter ook zijn collega's achter, terwijl Kane en hij al beste vrienden zijn sinds hun kindertijd.

### Hoofdlijn
Een man die zichzelf voorstelt als The Butcher of Sligo, benadert een organisator van illegale gevechten met een voorstel het op te nemen tegen zijn kampioen. De organisator staat dit toe in ruil voor €10.000- inzet en $1.0000,- bonus voor zichzelf. Hij denkt dat de man geen schijn van kans maakt tegen zijn titelverdediger. Die is qua lichaamsgewicht namelijk aanzienlijk in het voordeel. 'The Butcher' maakt met verschillende klemmen in een paar minuten tijd korte metten met de kampioen. Terwijl hij dit doet, kijkt zakenvrouw Fan Yau Lee vanaf de eerste rij belangstellend toe. Ze nodigt hem na het gevecht uit bij haar thuis en laat zich door hem vastbinden aan het bed. 'The Butcher' maakt gebruik van de situatie om haar te injecteren met een middel dat haar lichamelijk volledig verlamt, maar zodanig dat ze wel alles blijft zien en voelen. Nadat hij is teruggekeerd naar haar huiskamer om haar beveiligingsmedewerkers te vermoorden, komt hij terug en knipt een voor een alle tien haar vingers af. Lee overlijdt doordat de marteling haar hart te veel wordt. The Butcher neemt haar laptop mee en laat een zelfgemaakte houtskooltekening in de stijl van Pablo Picasso achter in haar slaapkamer.
Politiecommissaris Richard Brookwell zet Cross en zijn team op de zaak. De rechercheur maakt uit de werkwijze van de moordenaar op dat hij een professional en voormalig militair is. Wanneer Kane de houtskooltekening vindt, geven ze hun doelwit de bijnaam Picasso. Cross sluit uit dat Lee slachtoffer is geworden van een roofmoord. De dader heeft alleen haar laptop meegenomen, terwijl hij voorwerpen ter waarde van honderdduizenden dollars in haar huis niet heeft aangeraakt. Dit duidt erop dat hij een specifiek doel voor ogen heeft en Lee maar een halte in die richting was. Daarbij heeft Picasso een aantal van Lees vingers afgeknipt om haar te dwingen hem het wachtwoord van haar computer te geven, de rest uit sadisme. Cross vindt een geheime ruimte in het huis met daarin een back-up van Lees computerbestanden. Aan de hand hiervan beredeneert hij dat de nog rijkere Erich Nunemacher en Giles Mercier waarschijnlijk Picasso's volgende doelwitten zijn. Het team treft Nunemacher aan op zijn kantoor, waar Picasso al blijkt binnengedrongen. Ze zijn op tijd ter plaatse om te voorkomen dat de Duitse zakenman zijn tweede slachtoffer wordt.
Picasso neemt wraak op Cross voor zijn interventie door binnen te sluipen bij Ashe. Hij dient ook haar de verdoving toe en martelt haar dood. Daarna belt hij Cross op terwijl die in een restaurant zit met zijn vrouw. Tijdens hun gesprek lokt hij de rechercheur naar een plaats waar hij hem vanaf de overkant binnen het vizier van zijn scherpschuttersgeweer krijgt. Hij stuurt een foto naar Cross' telefoon om hem te laten zien wat hij met Ashe heeft gedaan. Cross probeert Picasso uit de tent te lokken en maakt hem kwaad. De moordenaar schiet daarom niet de rechercheur, maar zijn zwangere vrouw dood. Cross heeft te laat door wat er aan de hand is om dit te voorkomen.
Kane krijgt uitslagen van het laboratorium onder ogen waaruit blijkt dat zowel Lee als Ashe verdoofd waren met TX, een clandestien gefabriceerd brouwsel dat de slachtoffers compleet verdooft, maar helemaal bij bewustzijn houdt. Hierdoor ondergaan ze volledig wat hun aangedaan wordt, maar hulpeloos. Cross en Kane worden overmand door wraakgevoelens. Cross voor zijn vrouw en ongeboren kind, Kane voor Ashe, met wie hij in het geheim een relatie had. De twee sluiten een deal met crimineel Daramus Holiday. Die vertelt ze wie de TX maakt, in ruil voor de vrijlating uit de gevangenis van zijn nichtje Pop-Pop. Cross en Kane confronteren de maker van het middel en dwingen hem om beelden uit zijn beveiligingscamera te laten zien. Zo achterhalen ze de kentekenplaat van Picasso's auto.
Rechercheur Jody Klebanoff belt Cross op om hem te melden dat Mercier zich open en bloot bij een openbare gelegenheid begeeft om daar een lezing te geven. Cross laat commissaris Brookwell daarom de omgeving afzetten en racet zelf met Kane naar het gebouw, om te voorkomen dat Picasso toch de veiligheidsmaatregelen omzeilt en Mercier elimineert. De moordenaar is hen te slim af door het gebouw vanuit een rijdende metro met een raketwerper onder vuur te nemen. Mercier, Nunemacher, Brookwell, een aantal politieagenten en verschillende anderen aanwezigen komen om in de explosie. Cross deduceert dat Picasso vanuit de metro gaat overstappen in zijn auto en om daarmee te vluchten. Hij laat Klebanoff achterhalen dat de wagen bij een leegstaand theater staat en snelt er samen met Kane naartoe. Op het moment dat Picasso daar de parkeergarage uitrijdt, rammen ze hem. Cross achtervolgt de moordenaar vervolgens het theater in, naar een ruimte boven het metershoge plafond. Daar ontstaat een gevecht dat Cross verliest. Wanneer Picasso hem wil injecteren met het verdovingsmiddel, zakken ze echter samen door het plafond. Cross blijft aan één arm aan de rand van het ontstane gat hangen. Picasso houdt zich vast aan zijn been. De rechercheur schopt hem van zich af, waarna de moordenaar doodvalt. Kane duikt op met versterking om Cross omhoog te hijsen.

### Epiloog
Cross draait het nummer van een telefoon in Bali. Mercier neemt op. De rechercheur wist dat hij nog in leven was. Mercier draagt namelijk altijd een ring met een rode steen, vertelde hij Cross eerder. De rechercheur heeft gezien dat zijn dubbelganger voor het gebouw waar de lezing zogenaamd zou plaatsvinden, die niet om had. Mercier heeft zijn eigen dood in scène gezet, nadat hij zijn cliënten voor een fortuin heeft bestolen. Lee en Nunemacher hebben hem hierbij geholpen. Mercier heeft Picasso dan weer ingehuurd om hen om te brengen, aangezien zij als enigen in staat zouden zijn om hierover tegen hem te getuigen.
Mercier bezweert Cross dat hij niets met de moord op zijn vrouw te maken heeft. Dat deed Picasso volledig op eigen initiatief. Cross houdt Mercier hier toch verantwoordelijk voor, omdat hij een psychopaat heeft losgelaten in de stad. Mercier vreest Cross' woede niet, omdat hij weet dat Indonesië geen uitleveringsverdrag heeft met de Verenigde Staten. Toen de rechercheur de zakenman bezocht, viel hem alleen op dat zijn assistente zich gedroeg als een cocaïneverslaafde. Daarom heeft hij haar kilo's drugs het land in laten smokkelen en haar die laten verstoppen in Merciers bankstel. Terwijl hij Mercier dit vertelt, ziet die de over de smokkel getipte Indonesische politie al naderen. Terwijl agenten de zakenman arresteren, laat Cross hem weten dat Indonesië een dergelijk delict bestraft met de dood door een vuurpeloton en hangt dan op.
Cross besluit de hem aangeboden baan bij de FBI aan te nemen. Voor hij Kane hierover inlicht, vertelt die hem dat hij al weet wat hij gaat doen en daarom zelf ook een sollicitatie heeft ingediend bij de FBI.

## Rolverdeling
- Tyler Perry - Alex Cross
- Edward Burns - Thomas Kane
- Matthew Fox - Picasso
- Jean Reno - Giles Mercier
- Carmen Ejogo - Maria Cross
- Cicely Tyson - Nana Mama
- Rachel Nichols - Monica Ashe
- John C. McGinley - Richard Brookwell
- Werner Daehn - Erich Nunemacher
- Yara Shahidi - Janelle Cross
- Sayeed Shahidi - Damon Cross
- Bonnie Bentley - Jody Klebanoff
- Stephanie Jacobsen - Fan Yau Lee